# Спиридонов, Алексей Александрович
Алексей Александрович Спиридонов (26 июня 1988, Ревякино, Тульская область) — российский волейболист, доигровщик, мастер спорта международного класса.

## Биография
Алексей Спиридонов родился в посёлке Ревякино Тульской области, волейболом начинал заниматься в 1998 году в ДЮСШ № 10 города Тулы у тренера Тамары Алексеевны Велещук, также подавал надежды в дзюдо, увлекался лёгкой атлетикой и футболом. С детства дружит с волейболисткой Татьяной Кошелевой, которая обучалась в той же спортивной школе.
В 14-летнем возрасте перебрался в Калугу, тренировался в местной СДЮСШОР № 1 под руководством Леонида Петровича Митрофанова. Следующим этапом карьеры стал переезд в Одинцово, с 2005 года Алексей играл за выступавшую в первой лиге «Искру»-2. В 2006 году в составе молодёжной сборной России завоевал золотую медаль на чемпионате Европы в Казани.
В марте 2008 года Алексей Спиридонов провёл первые матчи за «Искру» в Суперлиге. С самого начала профессиональной карьеры он заработал репутацию экспрессивного, азартного, боевитого волейболиста, отличающегося очень эмоциональной и иногда провокационной реакцией на собственные действия и другие происходящие на площадке события.
27 мая 2011 года в Уфе Алексей Спиридонов дебютировал в сборной России в матче Мировой лиги против японцев. За три партии он набрал 16 очков, став самым результативным игроком встречи. Спиридонов вошёл в заявку сборной и на финальный раунд Мировой лиги в Польше, где сыграл в двух матчах.
23 августа того же года перед вылетом национальной команды на международный турнир «Мемориал Хуберта Вагнера» главный тренер сборной России Владимир Алекно объявил об отчислении Спиридонова из состава сборной. 2 сентября с формулировкой «за неоднократное нарушение спортивного режима и дисциплины» в отношении игрока было принято решение о дисквалификации на полгода с условной дисквалификацией на 1,5 года и лишении премиальных за победу в турнире Мировой лиги. Условная дисквалификация была также применена в отношении Алексея Обмочаева. 11 октября болельщики «Искры» направили письмо на имя президента Всероссийской федерации волейбола Станислава Шевченко в поддержку Спиридонова. 13 декабря дисквалификация была снята, и уже 17 декабря в Краснодаре Алексей вышел в стартовом составе «Искры» в матче чемпионата России.
В сезоне-2012/13 Алексей Спиридонов выступал за уфимский «Урал», которому помог добиться высшего достижения в клубной истории — завоевания серебряных медалей национального чемпионата. Алексей стал вторым по результативности в уфимской команде и вследствие яркой игры за клуб был возвращён в сборную России её новым главным тренером Андреем Воронковым.
В составе сборной России летом 2013 года Алексей Спиридонов стал победителем турнира Мировой лиги. В полуфинальной игре он был удалён до конца сета за слишком эмоциональную словесную перепалку с игроком сборной Италии Драганом Травицей. Тренер сборной Бразилии Бернардиньо, чья команда дважды проиграла россиянам в рамках «Финала шести», отметился резкими высказываниями в адрес Спиридонова, а бразильские журналисты и болельщики сравнили российского доигровщика с популярным героем комиксов Тинтином. В том же сезоне Спиридонов выиграл чемпионат Европы и серебряную медаль Всемирного Кубка чемпионов.
В сезоне-2013/14 Спиридонов защищал цвета «Факела» из Нового Уренгоя, а по его окончании перешёл в возглавляемый Владимиром Алекно казанский «Зенит». Комментируя приглашение, Алекно отметил: «Характер у Алексея хороший, он рабочий парень. Знаю, что человек изменился, и изменился в лучшую сторону. Это уже игрок, мужик, а не молодой, перспективный мальчик. Он уже состоялся, и от него можно требовать результата».
В сентябре 2014 года Алексей Спиридонов выступал на чемпионате мира в Польше. После матча с хозяевами турнира, результат которого лишил сборную России возможности побороться за медали, Спиридонов, по словам депутата Сейма Марека Матушевского, в ответ на провокации местных болельщиков два раза плюнул в их сторону, попав и в самого политика. Пятью днями ранее в матче Германия — Россия Алексей, празднуя успешное завершение одного из розыгрышей, повернулся к зрителям и жестом «расстрелял» их из воображаемого автомата. Данные эпизоды стали предметом разбирательства в дисциплинарном комитете Международной федерации волейбола, который в середине декабря вынес решение о дисквалификации Спиридонова на два матча сборной России за поведение во время игры со сборной Германии. Алексей пропустил стартовые поединки Мировой лиги-2015 Польша — Россия, но затем вернулся в состав национальной команды.
В обоих сезонах, проведённых в составе «Зенита», Алексей Спиридонов становился чемпионом России, обладателем Кубка страны и победителем Лиги чемпионов, но с осени 2015 года при наличии в команде таких звёздных доигровщиков как Мэттью Андерсон и Вильфредо Леон стал получать всё меньше игровой практики и постепенно выбыл из обоймы национальной сборной. В апреле 2016 года в стремлении больше играть объявил о переходе в красноярский «Енисей».
18 марта 2017 года в «Нижневартовске Алексей Спиридонов заработал жёлтую карточку ещё во время разминки перед матчем с местным Самотлором», а по ходу второй партии был наказан красной карточкой — после того, как подошёл ко второму арбитру и предложил тому деньги за честное судейство. Через несколько дней он обратился к судейской бригаде с официальными извинениями. По итогам чемпионата России-2016/17 Спиридонов стал самым результативным в составе «Енисея», занявшего 9-е место в Суперлиге. Следующий сезон получился менее ярким, но к игроку вновь проявил интерес сильнейший на тот момент клуб страны — казанский «Зенит». В июне 2018 года руководство «Зенита» подтвердило информацию о возвращении Спиридонова в команду. В её составе Алексей выиграл Кубок России, серебряные медали чемпионата страны и Лиги чемпионов, а по окончании сезона перешёл в уфимский «Урал».
В июле 2020 года подписал контракт с катарским «Аль-Ахли» из Дохи. Весной 2023 года выступал за «Аль-Джазиру» (Абу-Даби), а затем вернулся в Катар, став игроком столичного клуба «Аль-Араби». Весной 2024 года выиграл чемпионат и Кубок Катара, после чего перешёл в «Эр-Райян».

## Достижения
- Чемпион Европы среди молодёжных команд (2006).
- Победитель Мировой лиги (2011, 2013).
- Чемпион Европы (2013).
- Серебряный призёр Всемирного Кубка чемпионов (2013).
- Чемпион России (2014/15, 2015/16), серебряный (2008/09, 2012/13, 2018/19) и бронзовый (2011/12) призёр чемпионата России.
- Обладатель Кубка России (2014, 2015, 2018).
- Обладатель Суперкубка России (2015).
- Победитель Лиги чемпионов (2014/15, 2015/16), серебряный (2018/19) и бронзовый (2008/09) призёр Лиги чемпионов.
- Финалист Кубка Европейской конфедерации волейбола (2009/10).
- Финалист Кубка вызова (2012/13).
- Финалист клубного чемпионата мира (2015).
- Участник Матчей звёзд России (февраль 2014, декабрь 2014).
- Чемпион Катара (2023/24, 2024/25), серебряный призёр чемпионата Катара (2020/21).
- Обладатель Кубка Катара (2021, 2024).

## Личная жизнь
В 2007 году в Москве Алексей Спиридонов познакомился со своей будущей женой Екатериной, работавшей детским тренером по теннису. У них двое детей — София (род. 2011) и Денис (род. 2017).
В 2012 году окончил Московский социально-экономический институт, в 2014 году — магистратуру Московской государственной академии физической культуры по программе «Концепции и технологии интеллектуальных игр».